# Кристина Лугн
Кристина Лугн (на шведски: Gunhild Bricken Kristina Lugn) е шведска поетеса и драматург, член на Шведската академия.

## Биография
Баща ѝ е военен, а майка ѝ – учителка. Кристина израства в Шовде. След завършване на образованието си работи като литературен критик и драматург. 
Дебютира със стихосбирка през 1972 г. Пиесите ѝ се играят в Кралския драматичен театър, в Стокхолмския градски театър, в независимия Teater Brunnsgatan Fyra, създаден през 1986 г. от известния актьор Алан Едвал (в него през периода 1997–2011 г. Кристина Лугн е драматург); поставяни са също и в Единбург и Ню Йорк. Има свое токшоу по Шведската телевизия, озаглавено „Seg kväll med Lugn“ (Трудна вечер с Лугн).
Нейна дъщеря е писателката и режисьорка Мартина Монтелиус (род. 1975).

## Признание и награди
На 20 декември 2006 г. е избрана за член на Шведската академия на мястото на починалия Ларс Гиленстен, кресло 14.
Носител е на множество награди, между които награда „Доблоуска“ през 1999 г., литературната награда на фондация „Селма Лагерльоф“ (1999), наградата „Белман“ (2002), наградата за лирика на обществото „Густав Фрьодинг“ (2007) и наградата „Йовралидс“ (2009).